# Алфёрова, Надежда Валентиновна
Надежда Валентиновна Алфёрова (род. 25.3.1951, Чебоксары, Чувашская АССР) — советская российская актриса театра кукол. Заслуженная артистка Чувашской АССР (1986), народная артистка Чувашской Республики (2003), заслуженный деятель искусств Российской Федерации (2008).

## Биография
Надежда Алфёрова родилась в Чебоксарах 25 марта 1951 года.
В 1986 году окончила ЛГИТМиК им. Н. Черкасова (художественный руководитель курса — профессор М.М. Королёв).
В 1971 по 2018 годах работала в Чувашском государственном театре кукол.
Сейчас играет в Чебоксарском камерном театре. 

## Творческая жизнь
В 1995 в Центральном доме работников искусств (Москва) состоялся творческий вечер Надежды Алфёровой.
Надежда Валентиновна как режиссёр поставила спектакли: «Самый большой друг» Т. Кириллова (2001), «Мороз Иванович» Н. Наумова (2002), «Телепузики» Ю. Васильева (2003), «Три поросёнка» С. Михалкова (2004).

## Награды и премии
- Заслуженная артистка Чувашской АССР (1986)
- Народная артистка Чувашской Республики (2003)
- Заслуженный деятель искусств Российской Федерации (2008).
- Лучшая актриса года, Всероссийский фестиваль кукольных театров «Муравейник» (2001).